# Великий Враг (Кстовский район)
Вели́кий Враг — село в Кстовском районе Нижегородской области. Входит в состав Безводнинского сельсовета. Расположено на высоком правом берегу Волги, практически примыкая с северо-востока к райцентру —  городу Кстово.
Название село получило, возможно, по «великому» оврагу, выходящему к Волге к востоку от села. Через овраг сооружена дамба, по которой идёт дорога из Кстово и Великого Врага на Зимёнки и далее на Безводное.
В селе действует православная церковь Казанской иконы Божьей Матери, памятник архитектуры всероссийского значения.

## Фото

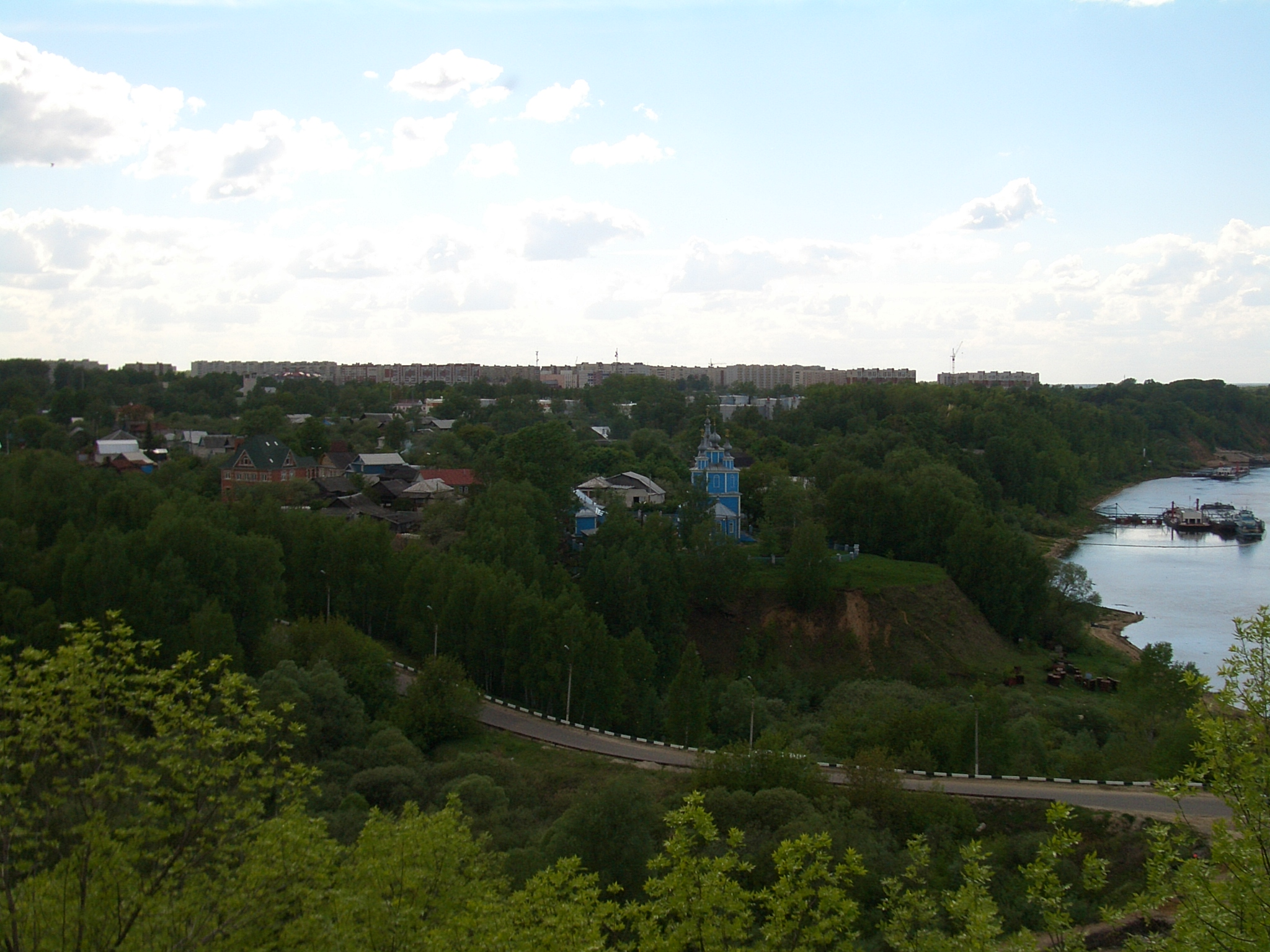
Общий вид на село и Кстово
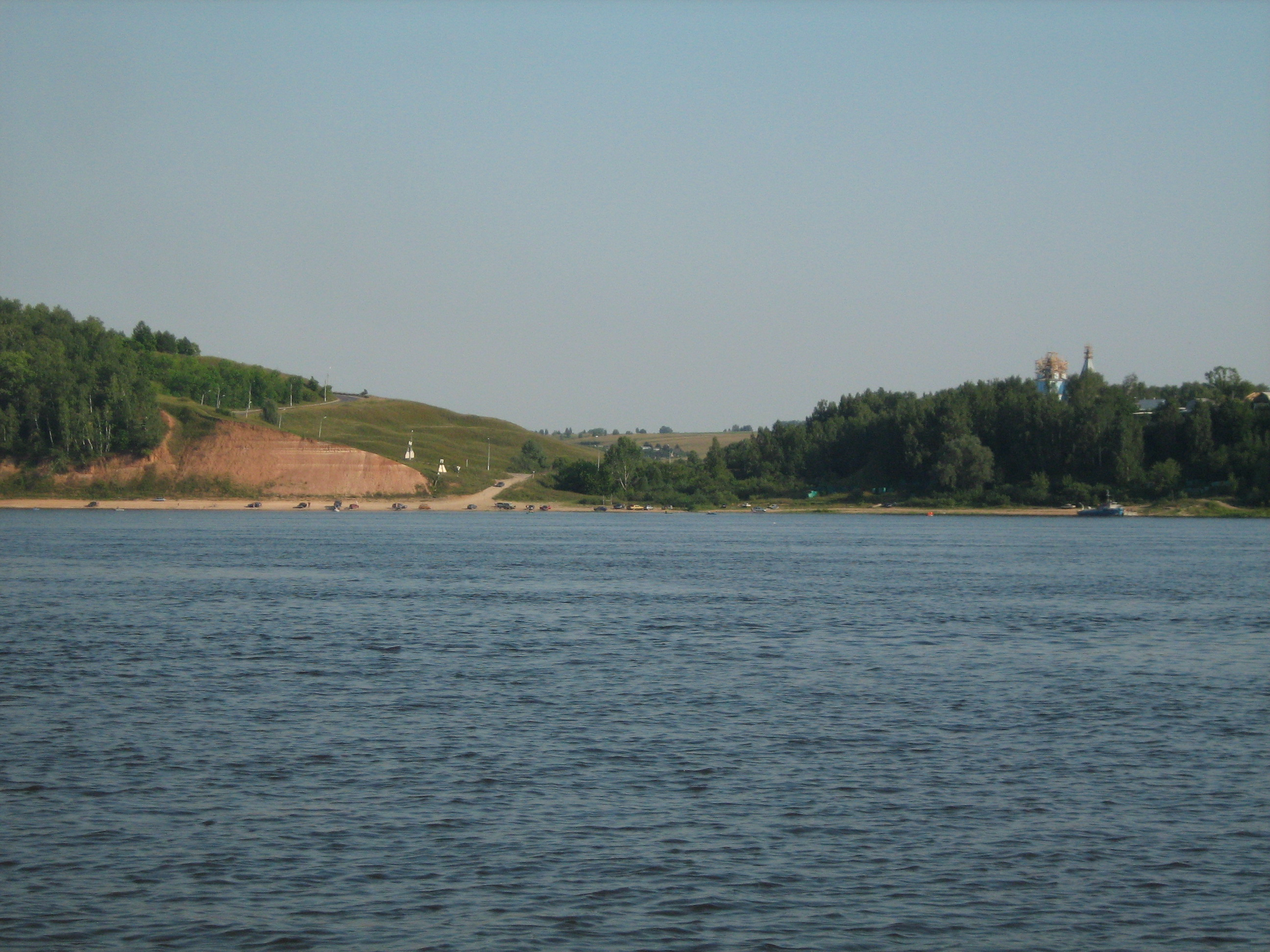
Вид с Волги
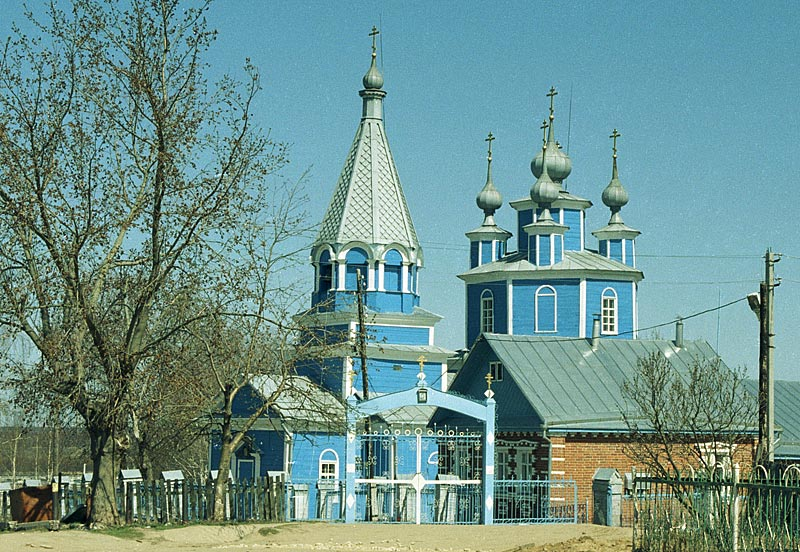
Храм Казанской иконы Божьей Матери
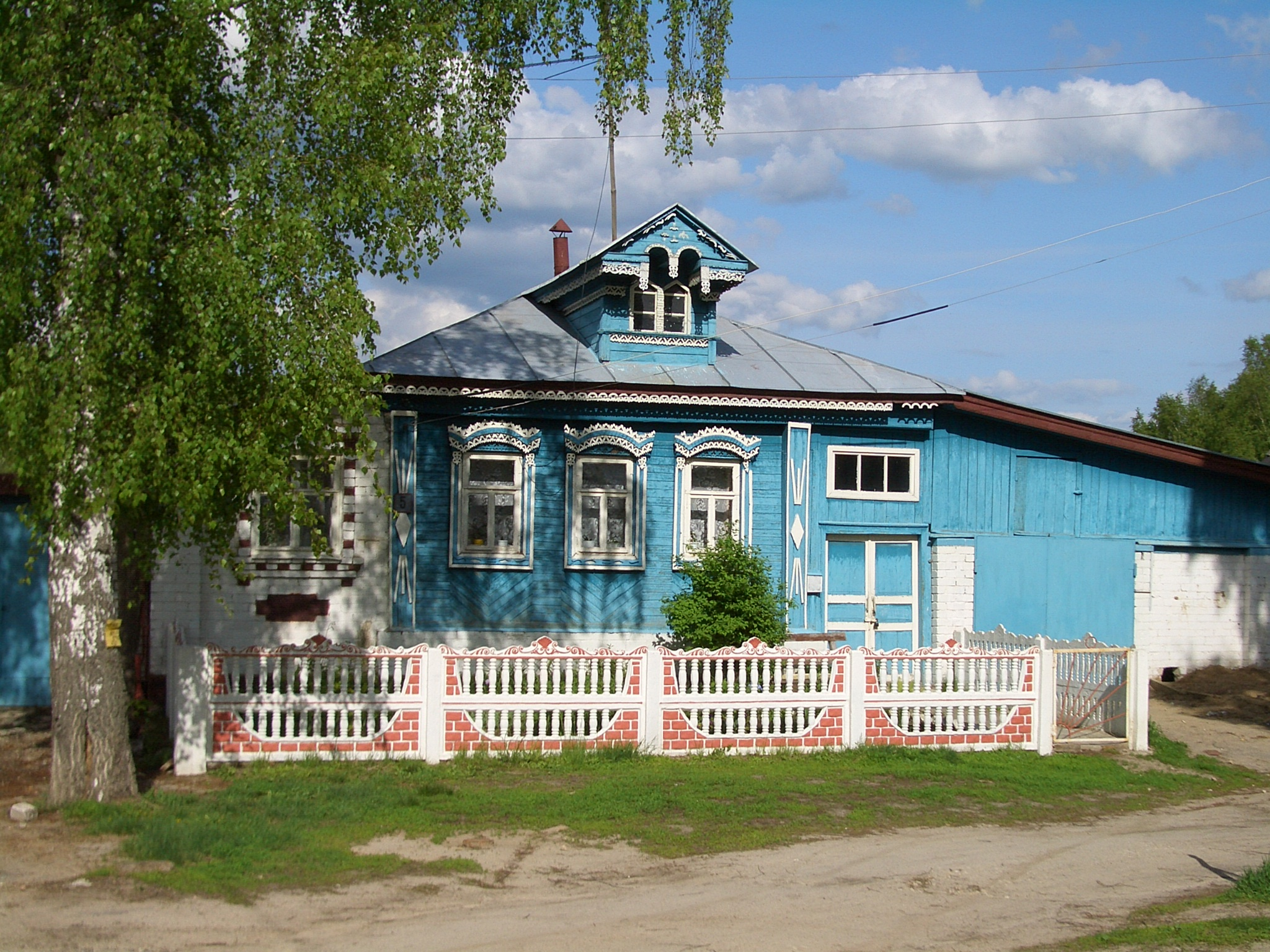
Старый дом, украшенный традиционной для региона резьбой по дереву
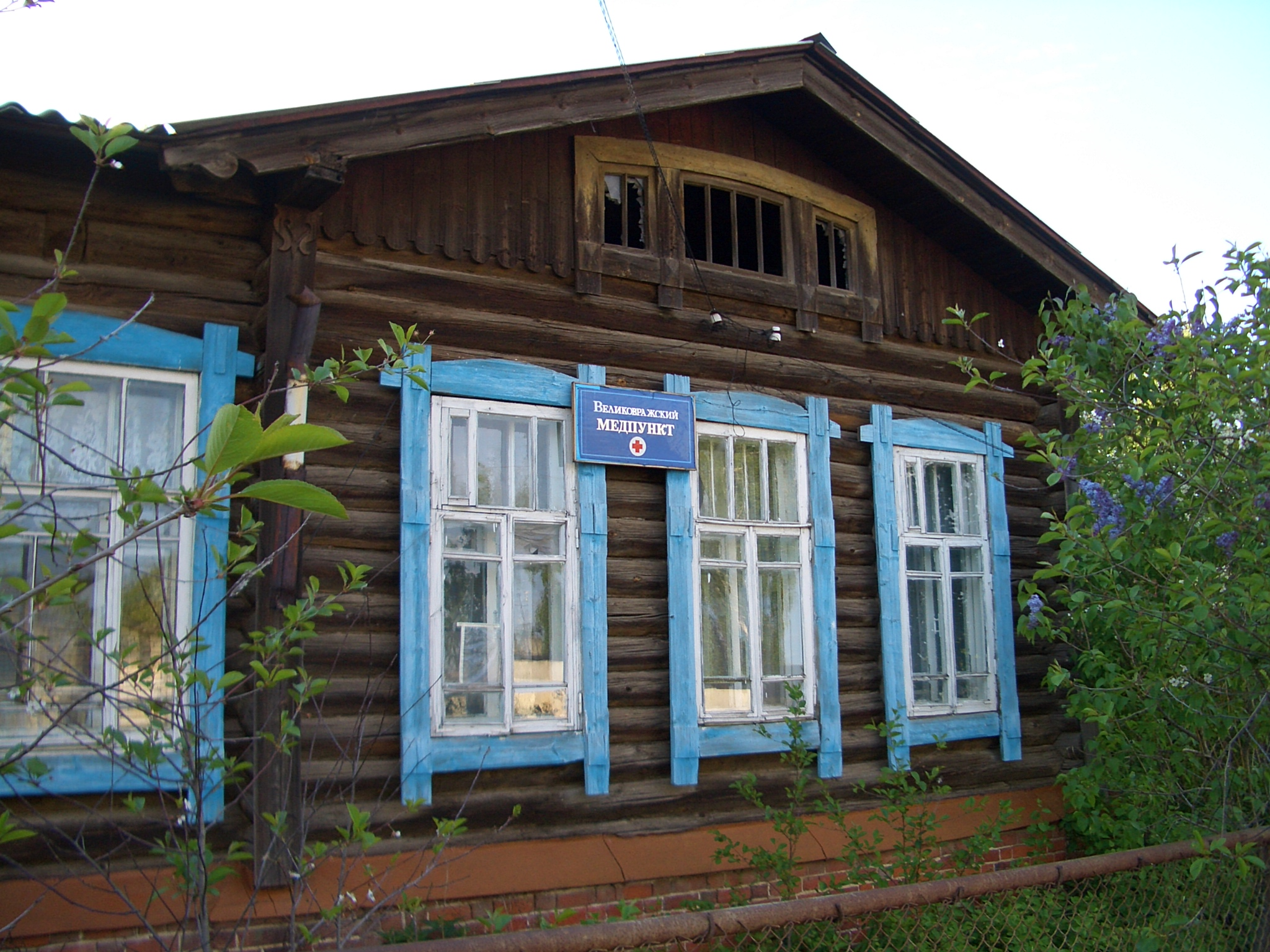
Амбулатория
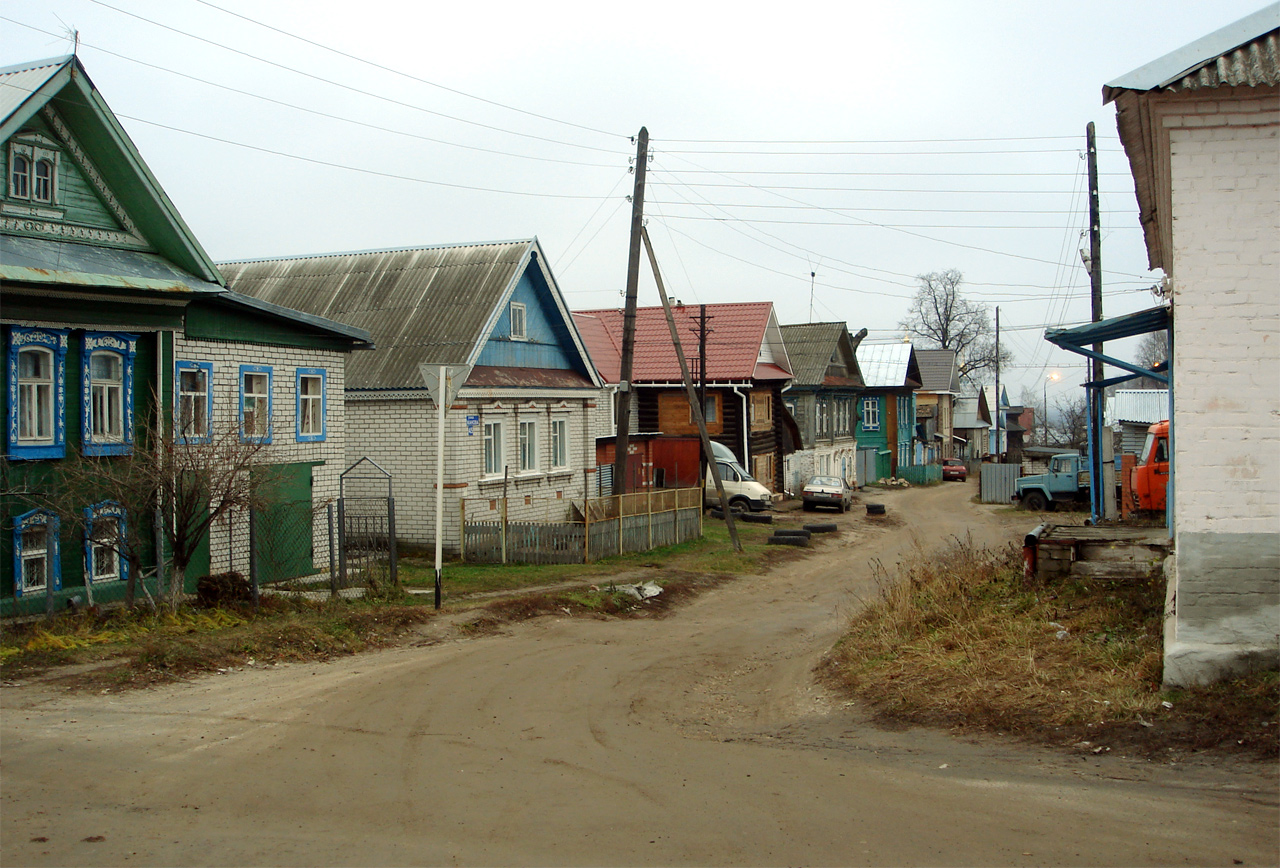
Улицами села
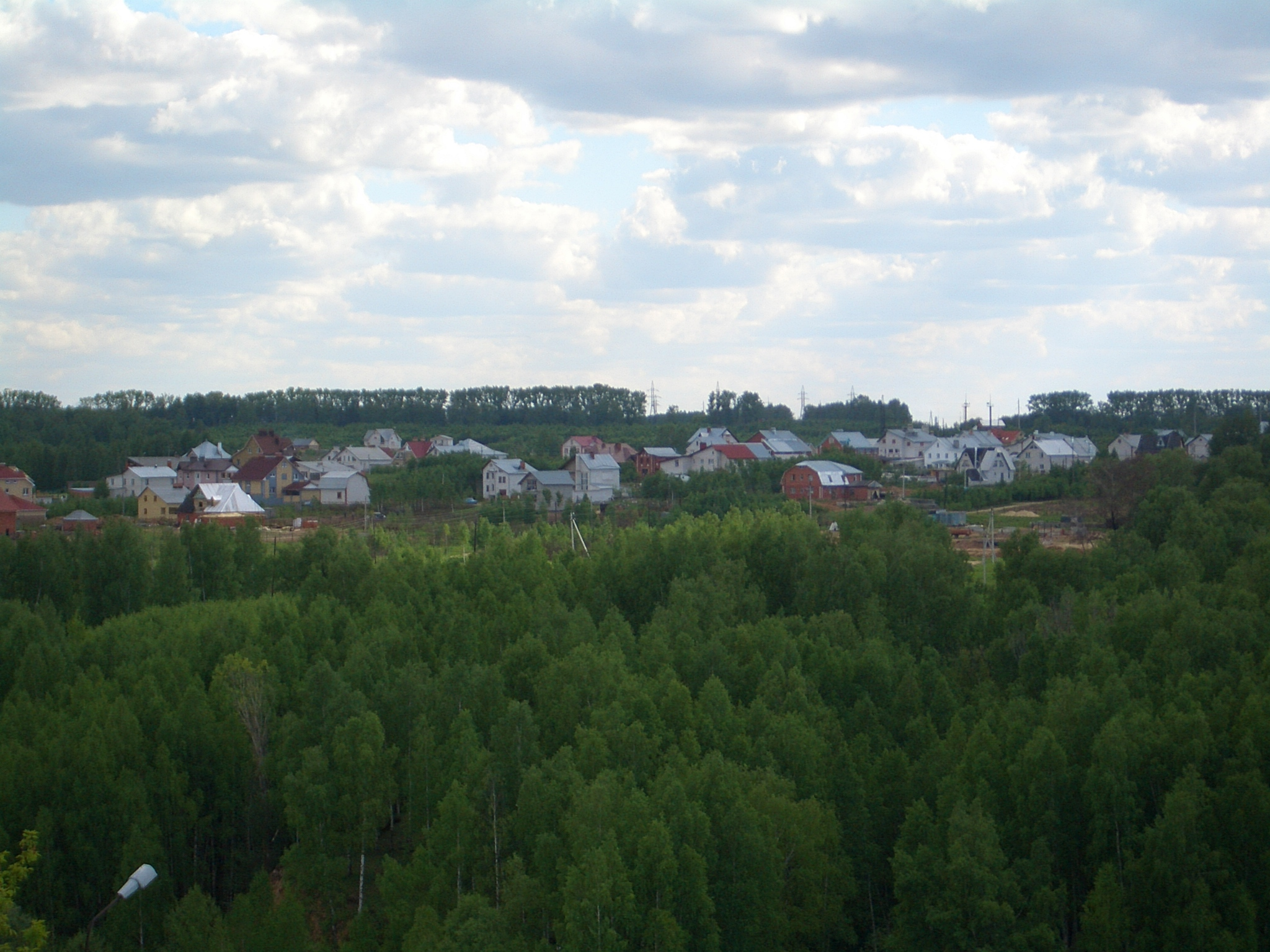
Жилые дома в южной части села
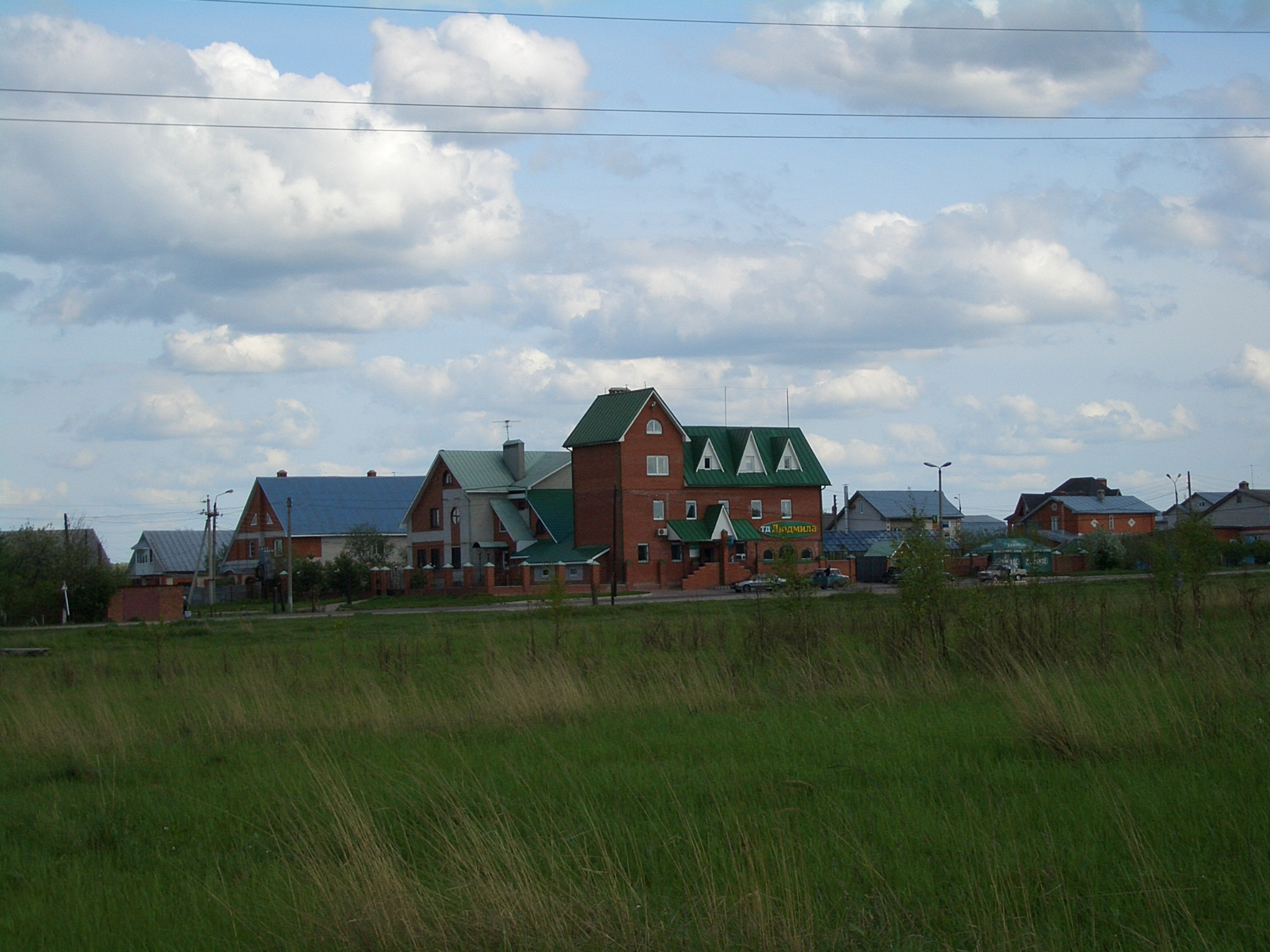
Новая застройка
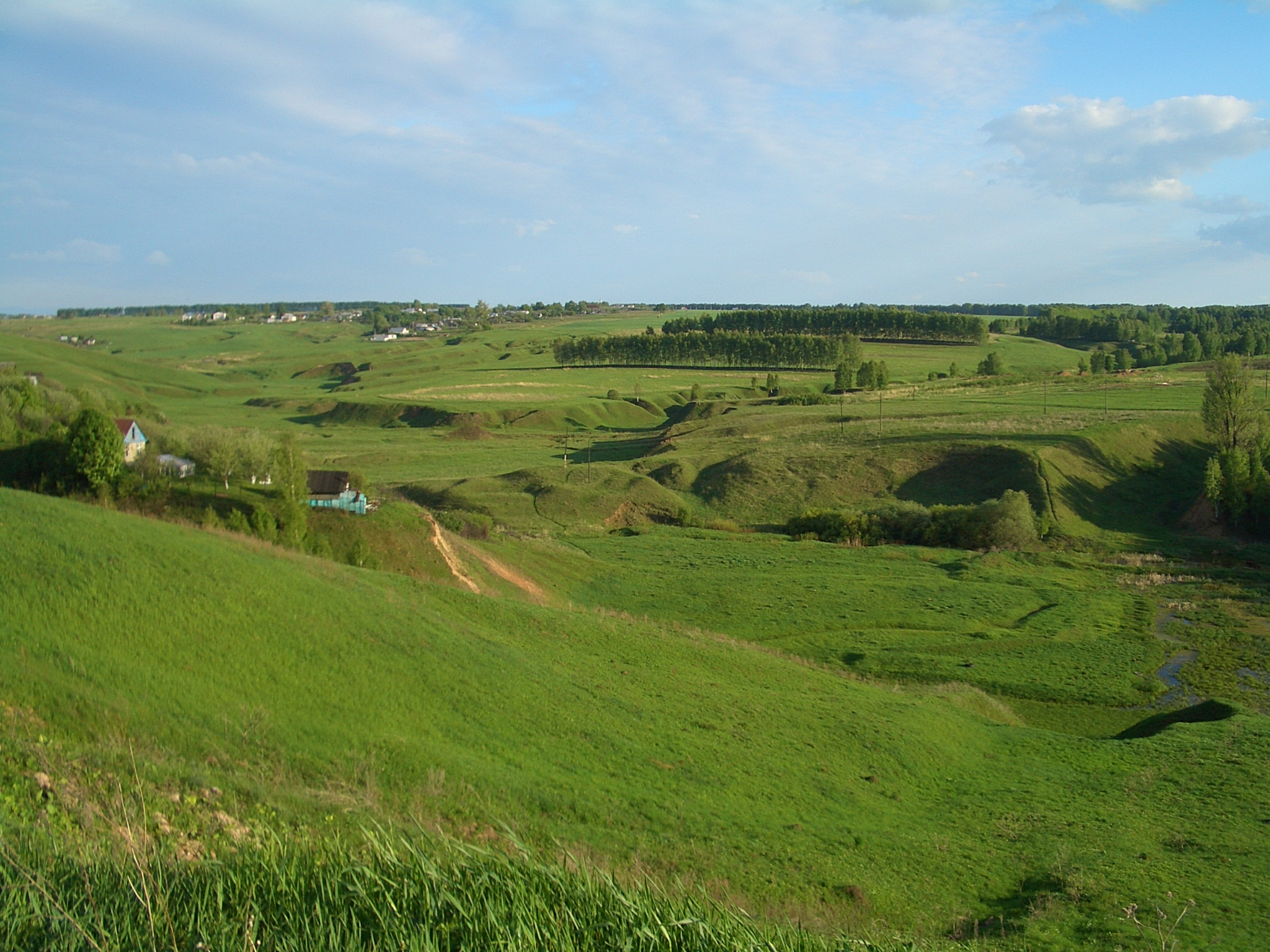
Овраг
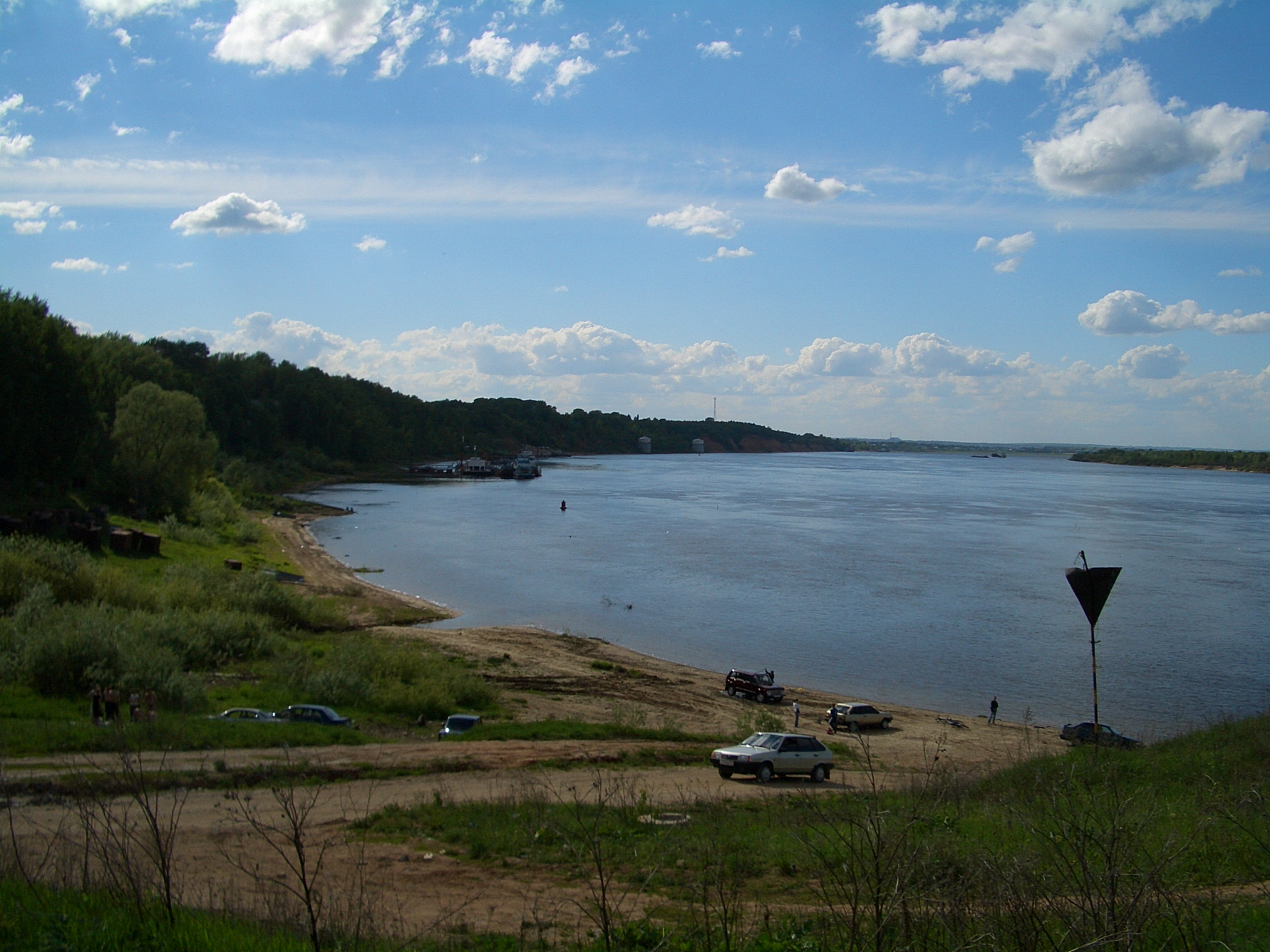
Берег Волги

## В культуре
В Великом Враге проходили съёмки фильма «Анискин и Фантомас».

## Известные уроженцы
- Колесов, Яков Сергеевич  (1908—1975) — генерал-лейтенант (1944)